# فتحية قنديل
فتحية قنديل ممثلة مصرية بدأت حياتها الفنية بدور مميز في المسلسل الشهير أهلا بالسكان عام 1984.

## من اعمالها

### أفــلام
- دنيا عبد الجبار (فيلم) 1992.
- اليوم المشهود (فيلم) 1991.
- موعد مع الرئيس (فيلم) 1990.
- المرشد (فيلم) 1989.
- دقات على بابي (فيلم) 1989.
- البوليس النسائي (فيلم) 1988.
- عصفور له أنياب (فيلم) 1987.
- الزوجة تعرف أكثر (فيلم) 1987.
- المخبر (فيلم) - 1986.
- فقراء ولكن سعداء (فيلم) 1986.
- الطوق والأسورة (فيلم) 1986.
- الوزير جاي (فيلم) 1986.
- وصية زوجتي (فيلم) 1984.

### مسلسلات
- أهلا بالسكان (مسلسل) 1984.
- برج الأكابر (مسلسل) 1986.
- كلام رجالة (مسلسل) 1993.
- حديث الصباح والمساء (مسلسل) 2001.

### المسرح
- موعد مع الوزير (مسرحية) 1986.[1]

### الفوازير
- المناسبات (1988)